# خوسيه ماريا نيفيس
خوسيه ماريا نيفيس (مواليد 28 مارس 1960) هو سياسي من الرأس الأخضر شغل منصب رئيس الوزراء منذ 2001 حتى 2016.